# آنميكانيكال
آنميكانيكال (بالإنجليزية: Unmechanical)‏ ، هي لعبة فيديو إلكترونية من نوع ألغاز صدرت سنة 2012م، وتعمل على عدة أنظمة ألعاب الفيديو ومنها ويندوز ، وبلاي ستيشن فيتا وبلاي ستيشن 3 وبلاي ستيشن 4 وإكس بوكس ون.

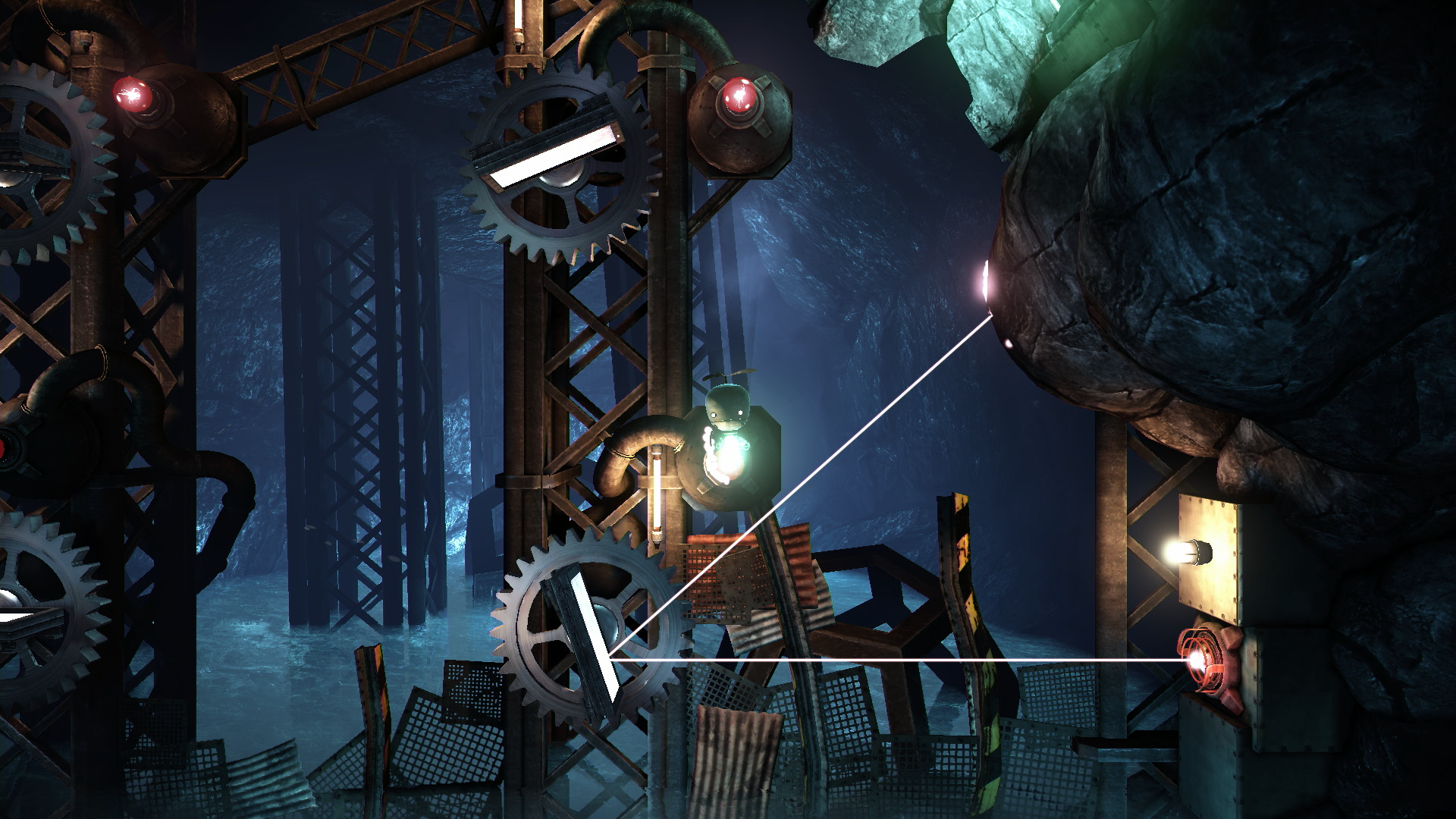
صورة من شاشة اللعبة

## الاستقبال
حسب تقييم لعبة آنميكانيكال لنظام تشغيل ويندوز، احتلت في المرتبة 74 حسب موقع ماتاكريتيك (Metacritic).